# Abbaye du repos de Notre-Dame de Marquette
L’abbaye du repos Notre-Dame  ou Reclinatorium B. Virginis ou Bona requies B. M. est une abbaye de l'Ordre de Cîteaux fondée en 1226 par Jeanne de Constantinople et son mari Ferrand de Flandre près du pont de Marque. Au décès de Ferrand de Flandre en 1233, Jeanne lui fit construire un mausolée avant de l'y rejoindre à sa mort.
Autrefois l'abbaye était dans le diocèse de Tournai, et de la dépendance de Clairvaux.

## Faits historiques
Antérieurement à Marcq, l'abbaye est transférée à Marquette en 1227 par un échange avec les moines de Laon. Le transfert des religieuses s'effectue en 1236 à l'achèvement des bâtiments. En 1243, l'abbaye possède à Assenede 1 600 mesures de marais et de terres incultes. En 1244, Jeanne de Constantinople se retire dans l'abbaye comme novice.
Le 31 octobre 1292, les échevins de la ville de Lille accordent à l'abbaye une exemption de tous droits de chaussée et d'écluse pour toutes les choses appartenant à l'abbaye, moyennant cession de quelques rentes. En 25 juin 1297 l'abbaye est pillée par les troupes de Philippe le bel.
En 1340, lors de la guerre de Cent Ans, les Anglais qui avaient pris Armentières en préparation du siège de Tournai passèrent par Marquette pour se rendre à Estevelde. Ils furent attaqués avec succès à l'emplacement de l'abbaye par le seigneur de Roubaix. Les comtes de Salisbury, de Suffolk et Guillaume de Montaigu demeurèrent emprisonnés en l'abbaye.
Le 5 novembre 1382, Charles VI de France conduisit son armée contre les Flamands et logea en l'abbaye avant sa victoire lors de la Bataille de Roosebeke.
En 1404, une Sentence des échevins de Maldegem est dictée, par laquelle l'abbaye du repos de Notre-Dame de Marquette est condamnée à payer au prieuré de Papingloo, une redevance de 5 liv. 15 esc. Pour ses terres situées à Maldegem.
En 1482, avant la paix signée par le traité d'Arras, l'abbaye est dévastée ainsi que neuf à dix gros villages. Le Traité d'Arras est signé le 23 décembre 1482 entre Louis XI, roi de France et Maximilien Ier de Habsbourg, empereur romain germanique et époux de Marie de Bourgogne, morte le 27 mars 1482. Il concerne le partage des terres du père de Marie de Bourgogne, Charles le Téméraire,
En 1566, l'abbaye est marquée par la fureur iconoclaste et pillage par les « Hérétiques ».
En 1578, une bande de Hurlus (protestants calvinistes ainsi nommée car avançant en hurlant) menés par un dénommé Bras de fer attaque l'abbaye. La porte d'entrée située actuellement rue Sadi Carnot à Saint-André-lez-Lille, est défendue par une dizaine de soldats. Leur capitaine parvient à galvaniser la troupe prête à s'enfuir. Un des assaillants escalade le mur pour s'élancer dans les jardins. Mais il ne peut sauter car le jardin est inondé et la place estimée imprenable. De plus un soldat de la garnison décharge son arquebuse sur Bras de fer, son cheval prenant peur, il doit s'en aller , suivi par la meute. Le culte de la Vierge Marie étant vivace au XVIe siècle, la victoire est très vite attribuée à la protection de la mère de Jésus. L'abbesse Marguerite de Bachemont fait placer une image de Marie dans la muraille , symbole du rempart opposé aux Hurlus. La légende va attirer une foule de curieux et de malades espérant une guérison miraculeuse.
En 1618 à proximité de l'abbaye est érigée près du pont une chapelle dans laquelle se trouve l'image miraculeuse de la Vierge Notre-Dame de la Barrière. Cette chapelle est bâtie près de la porte d'entrée en raison de l'afflux de pèlerins qui vont y défiler (actuelles rues Sadi-Carnot et Sainte-Hélène à Saint-André-lez-lille) jusqu'à la Révolution française, dans l'espoir d'une guérison miraculeuse. En 1925, une chapelle a été érigée au 106 de la rue Sadi-Carnot en souvenir du bâtiment ancien. Elle reproduit sous une forme miniaturisée la porte de l'abbaye de Marquette.
Le 24 mai 1670, Marie-Thérèse d'Autriche (1638-1683) épouse de Louis XIV vient visiter l'abbaye vers quatre heures.
Au XVIIe siècle, le bâtiment principal du lycée Notre-Dame d’Annay, qui était alors un couvent, servait de refuge aux moniales de l’abbaye de Marquette, qui se repliaient à l’intérieur des remparts en cas de danger. La façade du bâtiment du fond, classée par les monuments historiques, est du style dit « taille en pointe de diamant », et constitue le seul vestige du couvent.
Vis-à-vis de l'abbaye un pont dormant obligeait les bateaux de paille à décharger en partie pour passer. Il fut remplacé par un pont-levis en août 1691.
Le 12 août 1708, pendant la guerre de Succession d'Espagne, en préparation du siège de Lille (1708), le prince de Nassau-Frise avance trois bataillons et trois escadrons près de l’abbaye. Le lendemain le poste français qui s’y trouve fut culbuté à la baïonnette par des grenadiers qui avaient traversé la Deûle à la nage. Le Eugène de Savoie-Carignan arrive en l'abbaye le 13 août à deux heures du matin.
En 1792, un incendie ravage l'abbaye et les sépultures dont celle de Jeanne de Constantinople sont violées.
Les vestiges de l'abbaye ont été inscrits à l'inventaire supplémentaire des monuments historiques en mars 2005. Une campagne de fouilles programmées sur l'ancien site industriel de 2005 à 2007 permirent de retrouver des chapiteaux à crochet mais aussi la lame funéraire de Jeanne de Constantinople. À proximité fut également découvert un Vicus, un bâtiment sur solin calcaire et quatre puits, un cimetière mérovingien de 136 tombes, une obole à charron à l'effigie de Justin 1er, de l'armement scramasaxe, ambon.

## Liste des abbesses
- 38 abbesses de B. Berthe de Marbais jusqu'à Pélagie Josèphe de Francqueville d'Abancourt (1767-1778)[17].
- L'une des dernières abbesses appartenait à une très grande maison de la noblesse française : la maison de Rohan, et plus particulièrement les Rohan-Guéméné : Geneviève-Armande-Élisabeth de Rohan-Guémené (1691-1753), a été abbesse de l'Abbaye Saint-Léger de Préaux  avant de diriger celle de Marquette. Le 1er mai 1765, elle a représenté la reine Marie Lescynska, marraine de l'enfant baptisé ce jour-là à Douai[18].
- Margueritte III de Bachimont, fut la 28e abbesse. Elle administra pendant 27 ans l'abbaye du Repos de Notre-Dame à Marquette, elle dépensa des sommes considérables pour l'ornement de l'église, la splendeur des édifices et divers travaux. Mais presque tout fut dégradé ou emporté par les hérétiques en 1566. On peut imaginer la souffrance de Marguerite. Après cette attaque elle fit abandonner le monastère trop exposé par ces temps de querelles, certaines des religieuses gagnèrent le refuge de l'abbaye à Lille (aujourd'hui Place du Concert, dont il reste un bâtiment dans l'école N.-D. d'Annay, anciennement le Bon Pasteur) tandis que d'autres, déguisées et habillées en bourgeoises partirent à Arras chez M. de Bellevallée, parent de l'une d'elles, conseillé à la Chambre d'Artois. Mais en septembre suivant les religieuses revinrent peu à peu à l'abbaye sans éveiller trop l'attention car le pays restait belliqueux.
- Cameracum christianum ou Histoire ecclésiastique du Diocèse de Cambrai, 1849, page 317 - éditeur L. Lefort à Lille - archive de l'université de Gand - Liste des abbesses : books.google.com

## Personnalités liées
- Jehan de ROULERS fut  échevin et receveur de l’Abbaye de Marquette en 1504[19] ;
- Anne Delavaux née à Lomme au XVIIe siècle admise dans l'armée espagnole en tant qu'homme, se signala par de nombreux exploits sous le nom de Antoine de Bonne Espérance. Elle prit pension de retraite en l'abbaye du repos Notre-Dame[20] ;
- Michel Gousselaire (1629-1706) né à Mérignies décéda en l'abbaye écrivit des manuscrits sur les abbayes de Loos, de Marquette, Flines, & du verger. Prêtre, procureur et directeur de divers monastères[21].